# Simo, Finlanda
Simo este o comună din Finlanda.